# Conistra ferruginea
Conistra ferruginea är en fjärilsart som beskrevs av Barend J. Lempke 1941. Conistra ferruginea ingår i släktet Conistra och familjen nattflyn. Inga underarter finns listade i Catalogue of Life.